# Sables-d'Or-les-Pins

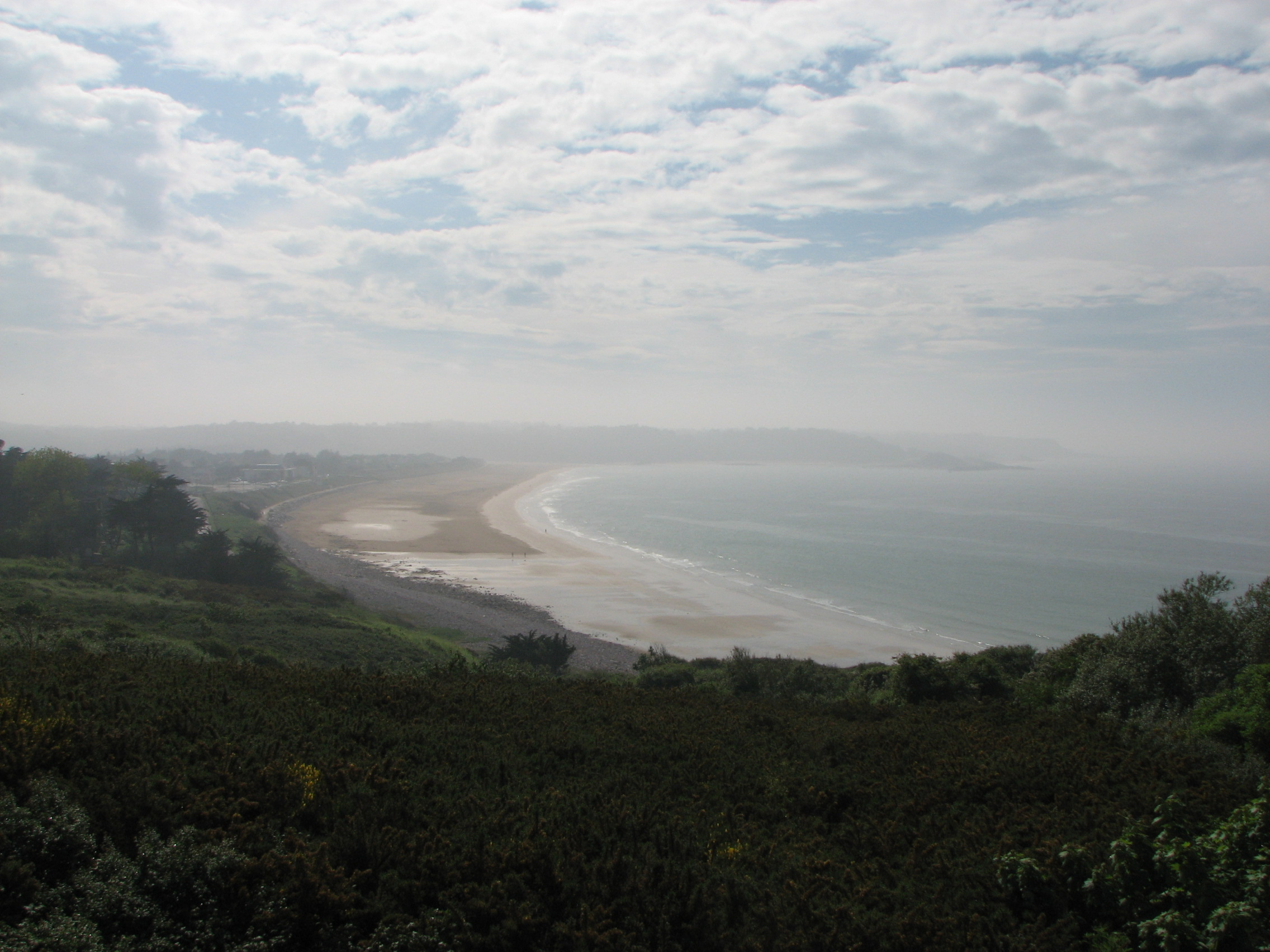
Grande spiaggia di Sables d'Or, vista da est

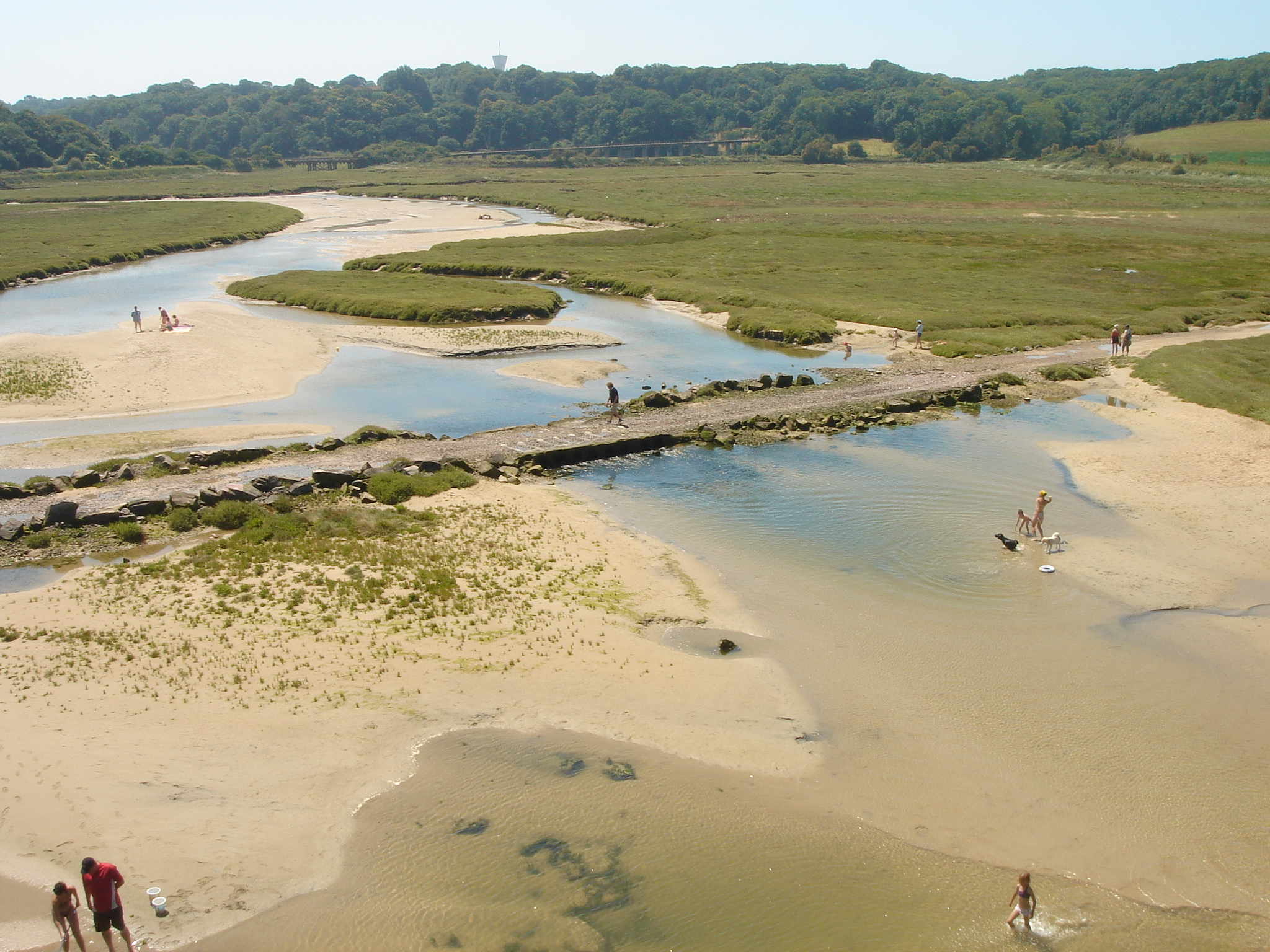
Strada emersa in primo piano con la ferrovia sullo sfondo

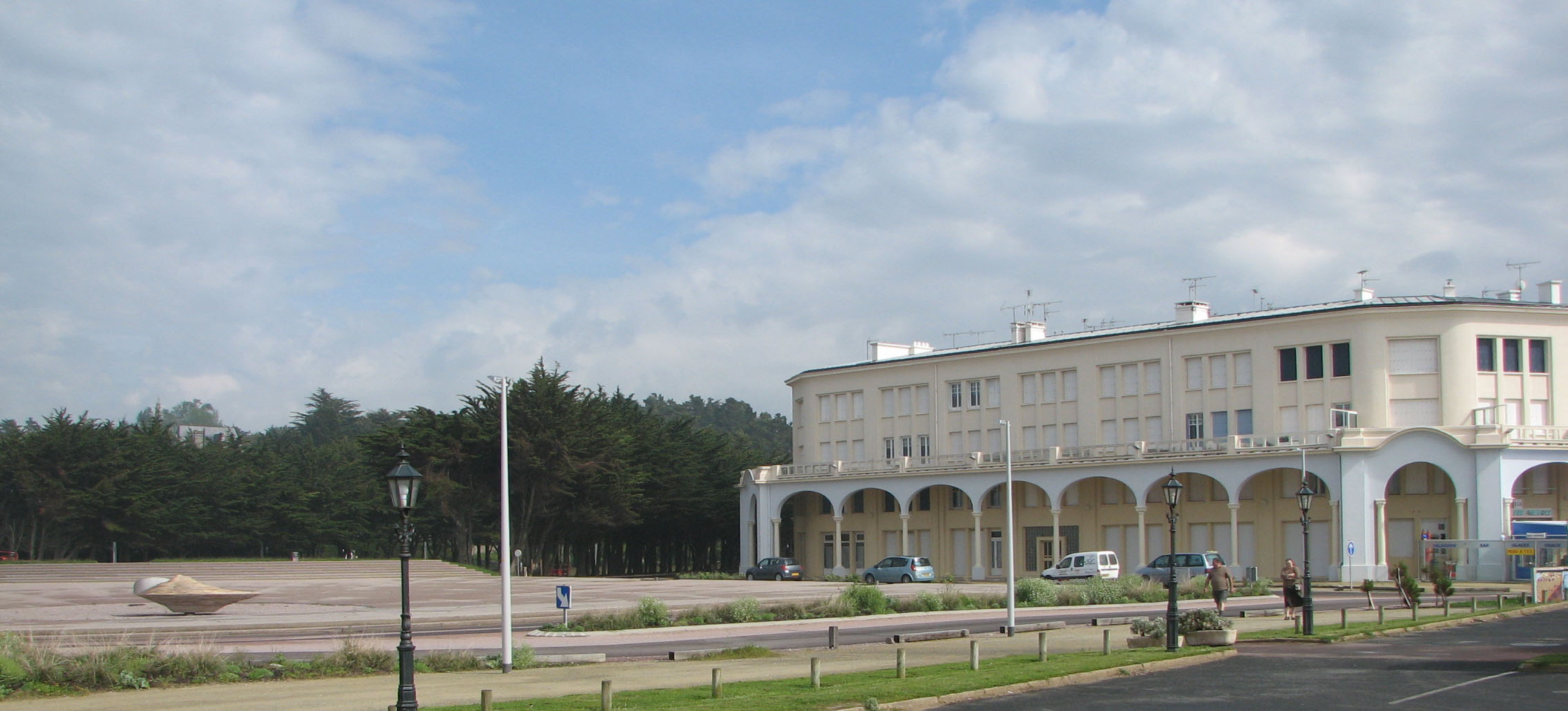
La grande piazza in riva al mare ed un edificio del tempo della Belle Époque

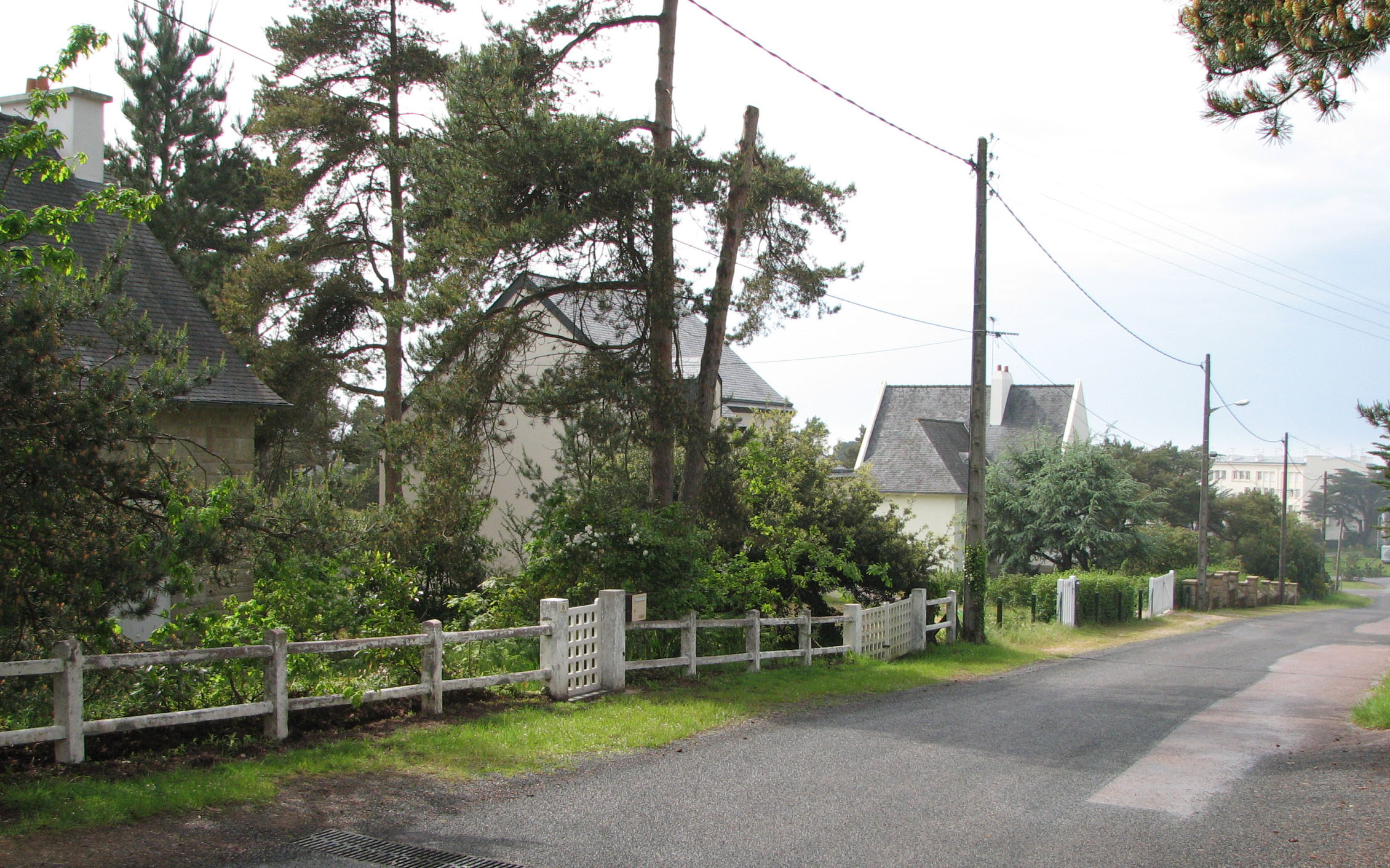
Strada caratteristica con case costruite sulle dune e fra i pini

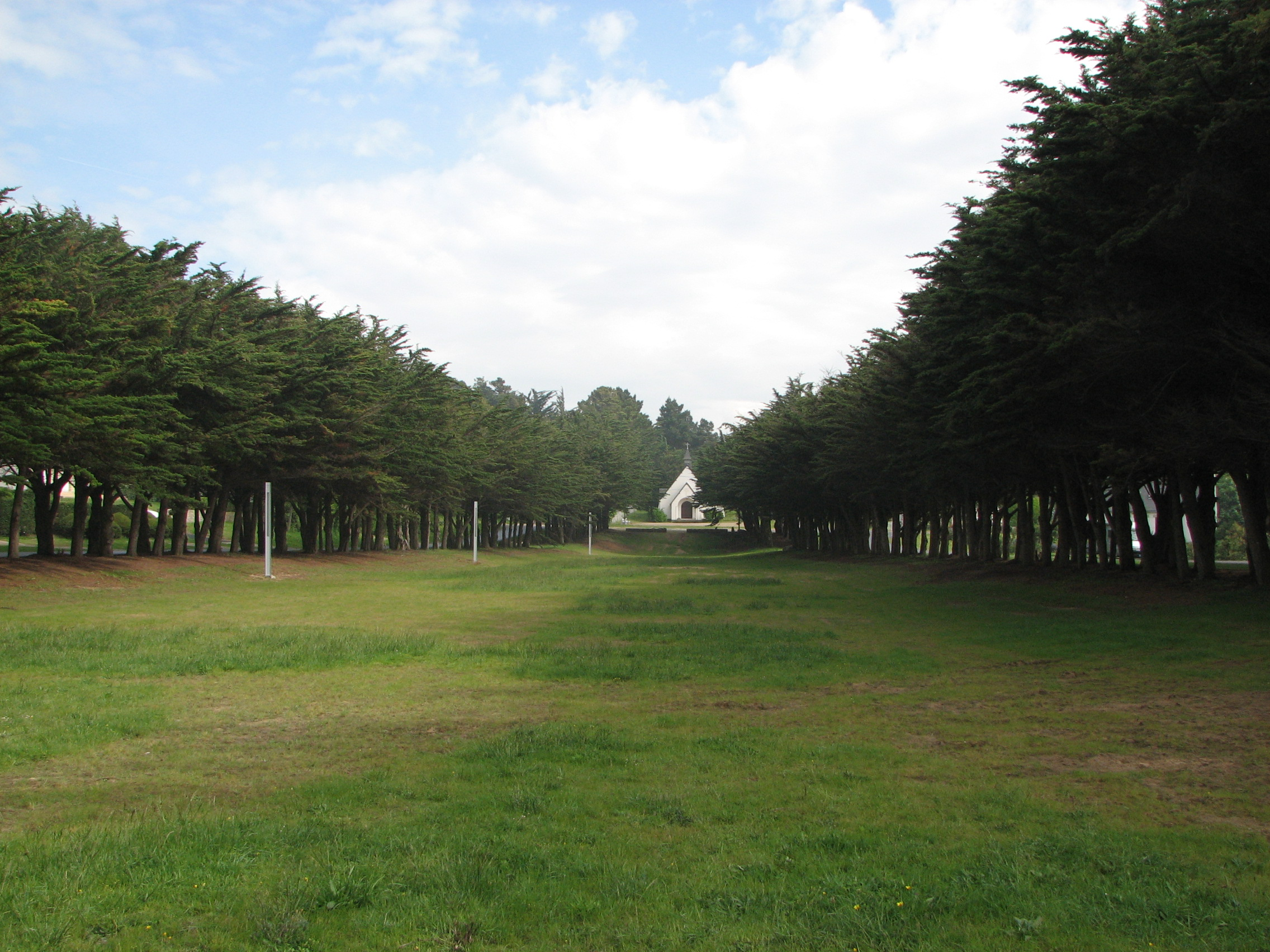
La Chapelle

Sables-d'Or-les-Pins è una stazione balneare francese sulla Manica della Côte d'Émeraude ("Costa di Smeraldo"), nel dipartimento Côtes-d'Armor, in Bretagna (Francia nord-occidentale), situata fra i comuni di Fréhel e Plurien (48°38′27″N 2°24′24″W). Realizzata negli anni 1920, è nota per la sua sabbia fine e le sue dune.
Essa è stata costruita principalmente sulle dune spianate al momento della creazione della stazione su una spiaggia alla foce del fiume Islet. Si estende a sud-est su un pendio che sale verso l'altopiano su cui è stato realizzato un campo da golf.

## Storia
Benché vi siano stati ritrovati resti di una villa gallo-romana, il luogo rimase inoccupato fino ai primi anni 1920.
Nel 1921, alcuni imprenditori acquistarono circa cento ettari di terreno, principalmente dune lungo la spiaggia, dal conte di Couville, nelle vicinanze della Grève de Minieu, con l'intento di realizzare una stazione balneare di prestigio. Vennero iniziati i lavori che consistettero nello spianamento delle dune e nella costruzione di larghi viali. Il progetto d'insieme della stazione, originale per l'epoca, venne realizzato dai fratelli Treyve, paesaggisti di Vichy. Esso aveva dei punti di contatto con la stazione termale di Vichy e con Le Vésinet del paesaggista Paul de Lavenne.
L'architetto Yves Hémar partecipò alla progettazione dell'insieme. Venne scelto dal promotore dell'impresa, Brouard, per far sì che la stazione interessasse gli inglesi realizzando strutture in stile anglo-bretone. Yves Hémar progettò gli alberghi, ristoranti, locali commerciali e la maggior parte delle ville.
Venne realizzata anche una linea ferroviaria (Yffiniac - Matignon) che si collegava alla linea Parigi-Brest e che venne inaugurata nel febbraio 1924 (verrà poi abbandonata nel 1950 ma rimane ancora oggi il ponte sul fiume Islet) e nello stesso anno venne aperto il primo albergo, "Camping House". L'anno seguente fu la volta di un campo da golf, seguito nel 1927 da un casinò. Vennero realizzate diverse ville lussuose e la stazione divenne meta di personaggi dell'alta società, finanzieri ed industriali parigini, che vi tennero feste sontuose.
Ma la crisi del 1929 arrestò brutalmente lo sviluppo della stazione e la clientela facoltosa non tornò più a frequentarla. Lìimpresario Roland Brouard morì in rovina nel 1934.
Dopo la Seconda guerra mondiale, riprese lo sviluppo ma indirizzato a clientela meno facoltosa fino a giungere ai giorni nostri in cui la stazione è frequentata soltanto in estate.
Nel 2006, vennero realizzati importanti lavori di ristrutturazione ad iniziare con un restringimento delle strade, la costruzione di parcheggi a prato, la tutela delle dune della spiaggia e l'impianto di 7.500 nuovi pini. La "nuova stazione" è stata inaugurata il 13 e il 14 luglio 2007.

## Località vicine
- Erquy
- Cap Fréhel
- Îlot Saint-Michel